# Condado de Balazote
El condado de Balazote es un título nobiliario español creado por el rey Carlos II, con carácter vitalicio, el 24 de julio de 1690, con real cédula del 30 de marzo de 1693 y con el vizcondado previo de Turra, a favor de Juan Manuel de Alfaro Guevara y Mendoza, señor de Balazote y Turra. Se expidió la declaración de perpetuidad el 11 de febrero de 1694. El 8 de mayo de 1861, la reina Isabel II concedió la Grandeza de España a Fernando Díaz de Mendoza y Valcárcel, VII conde de Balazote.
La denominación del título se refiere al municipio de Balazote en la provincia de Albacete.

## Titulares
|                        | Titular                                     | Periodo                |
| Creación por Carlos II | Creación por Carlos II                      | Creación por Carlos II |
| ---------------------- | ------------------------------------------- | ---------------------- |
| I                      | Juan Manuel de Alfaro Guevara y Mendoza     | 1693-1739              |
| II                     | Juan Manuel de Alfaro y Escobar             | 1739-1743              |
| III                    | María Teresa de Alfaro y Colomer            | ¿?-1785                |
| IV                     | Antonio María Valcárcel y Alfaro            | 1785-¿?                |
| V                      | Juan Melitón Valcárcel y Alfaro de Mendoza  |                        |
| VI                     | Juana Jerónima Valcárcel Alfaro y Molina    | ¿?-1826                |
| VII                    | Fernando Díaz de Mendoza y Valcárcel        | 1826-1860              |
| VIII                   | Mariano Díaz de Mendoza y Uribe             | 1860-1907              |
| IX                     | Fernando Díaz de Mendoza y Aguado           | 1907-1930              |
| X                      | Fernando Díaz de Mendoza y Serrano          | 1930-1937              |
| XI                     | Fernando Díaz de Mendoza Rodríguez-Intilini | 1937/1956-2010         |
| XII                    | Marta Victoria Muguiro y Zarraluqui         | 2016-actual titular    |

## Historia de los condes de Balazote
- Juan Manuel de Alfaro Guevara y Mendoza, I conde de Balazote.[3] Era hijo de Juan de Alfaro y Mendoza y de Juana de Guevara.

Casó alrededor de 1676 con Ana Rodríguez de Escobar. Otras fuentes la citan como Francisca Leonor Rodríguez de Escobar y Amores. Sucedió su hijo:
- Juan Manuel de Alfaro y Escobar, II conde de Balazote.[7][2]

Casó con Magdalena Colomer. Sucedió su hija:
- María Teresa de Alfaro y Colomer (m. 8 de julio de 1785), III condesa de Balazote.[7][2]

Casó el 9 de octubre de 1851 con Sebastián María de Alfaro y Ortega (m. 1785), consejero de Castilla. Sucedió su nieto:
- Antonio María Valcárcel y Alfaro, IV conde de Balazote.[7][2] Sucedió su hermano:

- Juan Melitón de Valcárcel y Alfaro (m. 18 de octubre de 1799), V conde de Balazote.[7][2]

Casó el 17 de julio de 1777 con Tomasa González de Molina y Muñoz. Sucedió su hija:
- Juana Jerónima Valcárcel Alfáro y Molina (m. 3 de junio de 1826), VI condesa de Balazote.[8][9]

Casó el 20 de noviembre de 1800 con Cayetano Díaz de Mendoza y Lalaing, III conde de Lalaing,, III marqués de Fontanar y caballero de la Orden de Carlos III. Sucedió su hijo:
- Fernando Díaz de Mendoza y Valcárcel (Murcia, 20 de agosto de 1810-Madrid, 15 de septiembre de 1884),  VII conde de Balazote,[7][9] IV conde de Lalaing,[10] IV marqués de Fontanar, senador vitalicio por la provincia de Albacete y por derecho propio[11] y caballero del Toisón de Oro.[10]

Casó el 26 de agosto de 1829 con María de la O de Uribe Yarza y Samaniego (m. 1865), marquesa de San Mamés. Tuvieron dos hijos: Mariano que le sucedió en los títulos y Fernando (n. 1833). Sucedió su hijo en 1865:
- Mariano Díaz de Mendoza y Uribe (14 de agosto de 1830- Madrid, 20 de abril de 1907), VIII conde de Balazote,[7][2] V conde de Lalaing,[10]  V marqués de Fontanar (1860, por cesión de su padre), gentilhombre de S.M. y presidente la Comisión de Ganaderos de Murcia (1886).

Casó en primeras nupcias en 1860 con Concepción Aguado y Flores, hija del III conde de Campohermoso. Contrajo un segundo matrimonio el 3 de mayo de 1902 con Eudoxia Fernández de Castro y Bacot, (n. La Habana, 8 de mayo de 1870). En 3 de agosto de 1907 sucedió su hijo del primer matrimonio:
- Fernando Díaz de Mendoza y Aguado (Murcia, 7 de julio de 1862-Vigo, 20 de octubre de 1930), IX conde de Balazote,[7][2] VI conde de Lalaing,[10] grande de España, VI marqués de Fontanar, marqués de San Mamés y actor español de teatro.[13]

Casó en primeras nupcias el 6 de abril de 1888, en Madrid, con María Ventura Serrano Rodríguez (1865-1890), marquesa de Castellón, hija del general Serrano. Casó en segunda nupcias en 1896 con la actriz María Guerrero Torija (1868-1928), con la que tuvo otros dos hijos (Carlos Fernando y Fernando Díaz de Mendoza y Guerrero, este último padre del famoso actor español Fernando Fernán Gómez). Sucedió su hijo:
- Fernando Díaz de Mendoza y Serrano (Murcia, 5 de marzo de 1889-1937), X conde de Balazote,[7] VII conde de Lalaing,[8] VII marqués de Fontanar y catedrático.[10]

Casó el 31 de julio de 1924 con Teresa Rodríguez-Intilini Pérez. Sucedió su hijo:
- Fernando Díaz de Mendoza Rodríguez-Intilini (1924-2010), XI conde de Balazote,[7] VIII conde de Lalaing,[10]  dos veces grande de España y VIII marqués de Fontanar.

Casó el 8 de septiembre de 1950 con María Luisa Ruiz Núñez. Le sucedió:
- Marta Victoria Muguiro y Zarraluqui, XII condesa de Balazote.[15]